# Chrysobothris oregona
Chrysobothris oregona es una especie de escarabajo del género Chrysobothris, familia Buprestidae. Fue descrita científicamente por Chamberlin en 1934.